# Голямо-Соколово
Голямо-Соколово (болг. Голямо Соколово) — село в Болгарии. Находится в Тырговиштской области, входит в общину Тырговиште. Население составляет 464 человека (2022).

## Политическая ситуация
В местном кметстве Голямо-Соколово, в состав которого входит Голямо-Соколово, должность кмета (старосты) исполняет Юсеин  Хамидов Еминов (независимый) по результатам выборов.
Кмет (мэр) общины Тырговиште — Красимир Митев Мирев (инициативный комитет) по результатам выборов.